# Smedsträsket
Smedsträsket är en sjö i Bodens kommun i Norrbotten och ingår i Altersundets huvudavrinningsområde. Sjön har en area på 0,327 kvadratkilometer och ligger 17 meter över havet. Sjön avvattnas av vattendraget Kvarnån.

## Delavrinningsområde
Smedsträsket ingår i det delavrinningsområde (731885-178382) som SMHI kallar för Mynnar i Persöfjärden. Medelhöjden är 48 meter över havet och ytan är 25,77 kvadratkilometer. Räknas de 4 avrinningsområdena uppströms in blir den ackumulerade arean 57,07 kvadratkilometer. Kvarnån som avvattnar avrinningsområdet har biflödesordning 2, vilket innebär att vattnet flödar genom totalt 2 vattendrag innan det når havet efter 19 kilometer. Avrinningsområdet består mestadels av skog (79 procent). Avrinningsområdet har 1,01 kvadratkilometer vattenytor vilket ger det en sjöprocent på 3,4 procent.